# Вісенте-Лопес (округ)
Округ Вісе́нте-Ло́пес (ісп. Vicente López) — адміністративно-територіальна одиниця 2-ого рівня у провінції Буенос-Айрес в центральній Аргентині. Адміністративний центр округу — Олівос (ісп. Olivos).
Населення округу становить 269420 осіб (2010). Площа — 33 кв. км.

## Історія
Округ заснований у 1905 році. Названий на честь аргентинського письменника і політика Вісенте Лопес-і-Планеса.

## Населення
У 2010 році населення становило 269420 осіб. З них чоловіків — 125792, жінок — 143628.

## Політика
Округ належить до 1-ого виборчого сектору провінції Буенос-Айрес.